# Tjarnaŭtjytsy
Tjarnaŭtjytsy (belarusiska: Чарнаўчыцы), även Tjernavtjitsy (ryska: Чернавчицы) är en agropolis i Belarus. Den ligger i Brest rajon i Brests voblast i den västra delen av landet, 300 km sydväst om huvudstaden Minsk. Antalet invånare är 2 372. Närmaste större samhälle är Brest, 14,0 km söder om Tjarnaŭtjytsy.

## Natur och klimat
Tjarnaŭtjytsy ligger 120 meter över havet Terrängen runt Tjarnaŭtjytsy är huvudsakligen platt. Tjarnaŭtjytsy ligger nere i en dal. Runt Tjarnaŭtjytsy är det ganska tätbefolkat, med 207 invånare per kvadratkilometer.. 
Trakten runt Tjarnaŭtjytsy består till största delen av jordbruksmark.